# Baarle-Nassau
Baarle-Nassau es un municipio y pueblo de la provincia de Brabante Septentrional, en el sur de los Países Bajos.
Posee fronteras complicadas, dentro de los enclaves belgas de Baarle-Hertog. En total consiste en 24 partes separadas de tierra. Aparte de la parte principal (llamada Zondereigen) localizada al norte de la ciudad belga de Merksplas, hay veinte enclaves en los Países Bajos y otros tres en la frontera belga-neerlandesa. También hay siete enclaves neerlandeses dentro de los enclaves belgas. Seis de ellos están localizados en el mayor y el séptimo en el segundo mayor. Un octavo enclave neerlandés está en Zondereigen.
La situación de Baarle-Nassau/Baarle-Hertog es uno de los muy pocos casos en el mundo de metaenclave, un enclave dentro de otro enclave. Si bien la situación es muy poco común, Baarle-Nassau/Baarle-Hertog no es el único enclave del mundo rodeado por otro enclave; Nahwa (Emiratos Árabes Unidos) está incrustado en el enclave Madha de Omán, que a su vez está rodeado por territorio de Emiratos Árabes Unidos.

Baarle-Nassau en color más claro y Baarle-Hertog en amarillo. La demarcación de la frontera entre los Países Bajos y Bélgica fue realizada mediante el Tratado de Maastricht (1843).

## Centros de población
- Baarle-Nassau
- Castelré
- Ulicoten